# بلاروسی‌ها

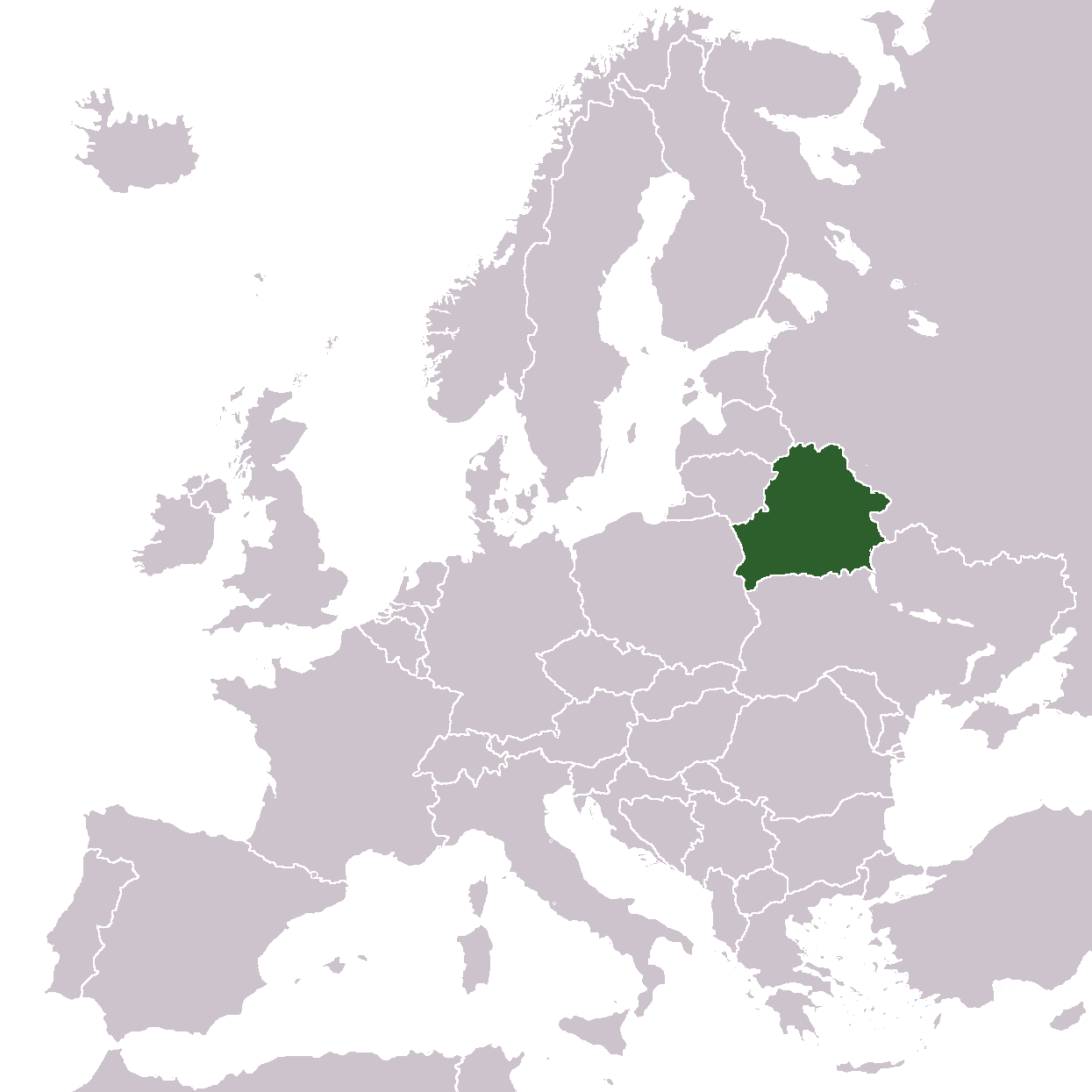
جایگاه روسیهٔ سفید در اروپا

روس‌های سپید یا بلاروس‌ها (به بلاروسی: беларусы) گروهی از اسلاوهای خاوری هستند که بیشتر در جمهوری روسیه سفید می‌زیستند.
دولت روسیهٔ سفید برای نخستین بار در آغاز دههٔ ۱۹۹۰ میلادی پدید آمد. تشکیل دولت روسیهٔ سفید به نوعی باززایی قومیت بلاروس هم بوده‌است. اینان از تبار مردمانی‌اند که به زبان بلاروسی باستان سخن می‌گفته‌اند. با تشکیل اتحادیه لهستان-لیتوانی و در آینده روسیه برجستگان بلاروس جذب این ملیت‌ها می‌شدند و تا دورهٔ معاصر تنها جمعیتی روستانشین و بی سامانهٔ نوشتاری برجای ماند، ولی در آغاز سدهٔ بیستم میلادی این ملت دوباره تجدید حیات نمود. امروزه شمار روس‌های سپید به هشت میلیون تن می‌رسد.